# アレクセイ・ノビコフ＝プリボイ
アレクセイ・シールィチ・ノヴィコフ＝プリボイ（ロシア語:Алексей Силыч Новиков-Прибой、ラテン文字転写の例:Alexej Silyč Novikov-Priboj、1877年3月24日‐1944年4月29日）は、ロシアの作家。水兵として参加した日本海海戦に関する著作『ツシマ（Цусима）』で知られる。

## 経歴

### 船乗り
本来の姓は「ノヴィコフ」で、「波濤」を意味する「プリボイ」はペンネーム。貧農の息子としてロシア帝国タンボフ県の農村マトヴェイェフスコイェに生まれる。教会の学校に通い、ポーランド出身の敬虔な母は、彼が修道士になることを望んだ。しかし世界を旅した水夫の話を聞いて、船乗りになることを夢見るようになる。
兵役のため22歳で陸軍に入り、希望したバルト海のクロンシュタット軍港に配属される。母の影響で彼は日曜学校に欠かさず通い、文学作品に親しむようになった。クロンシュタット滞在時に初めて新聞に投稿している。しかし1903年に革命プロパガンダを広めたという理由で逮捕された。日曜学校の教師の勧めで禁書を読んだ疑いだった。しかし証拠が見つからなかったため一ヶ月で釈放された。兵役期間も終わりが近づき、彼は大学で文学を学んで作家になることを望んでいた。

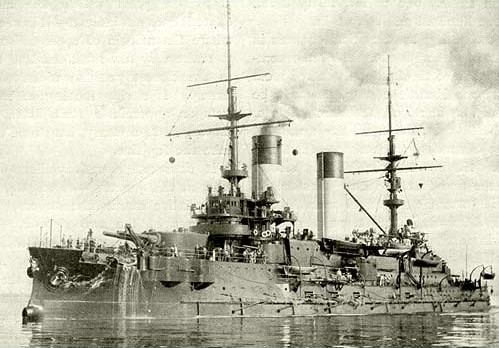
ノヴィコフ＝プリボイが乗っていた戦艦「アリョール」

ところが1904年に日露戦争が勃発。陸軍は「政治的分子」がいることを望まなかったため、彼は遠く太平洋に回航される艦隊に強制的に配属されることになった。こうして彼は戦艦「アリョール」の水兵となり、望まない形で子供の頃の夢が叶うことになった。喜望峰、マダガスカル島を廻っての太平洋への航海は距離18000海里、期間は8ヶ月に及んだ。目的地のウラジオストクに近づいた1905年5月27日、彼の属するバルチック艦隊は対馬沖で日本の連合艦隊に迎撃された。海戦はロシアの完敗に終わり、5000人近いロシア兵が戦死、彼の乗るアリョールは日本軍に降伏し、日本軍の捕虜となった。

### 作家
日本の熊本市大江鹿渡練兵場にあった捕虜収容所に居る時に、彼は自らの特異な体験を綴り始めた。自分の体験のみならず、同じ収容所に居る別の艦の生き残った水兵にもインタビューし、その内容は海戦全体を概観するものとなった。1906年にロシアに帰還。ペンネームで海戦についてのエッセイを新聞に投稿した。ところがその内容がロシア海軍の恥部を赤裸々に描いたものだったので、当局に睨まれることになった。こうして彼は1907年にフィンランドを経由してロンドンに亡命した。亡命先では鍛冶屋や製本職人として生計を立てた。のち子供の頃の夢通り水夫となり、フランスやイタリア、スペイン、北アフリカで生活した。

自己紹介の手紙を送った作家マクシム・ゴーリキーの勧めで、その亡命体験記を新聞に投稿。次いでカプリ島に亡命していたゴーリキーを訪ねた。カプリ島に滞在していた1912年から翌年にかけて、海についてのリアリズム短編小説を書き、最初の本を書き上げた。別のパスポートを得て1913年にロシアに戻ったが、彼の処女作は検閲を受け、1917年にようやく出版された。翌年に始まる第一次世界大戦中は妻と共にゼムストヴォ（地方自治機関）の病院で働いた。1914年から雑誌に定期投稿するようになり、この時初めて「ノヴィコフ＝プリボイ」という筆名を使い始める。

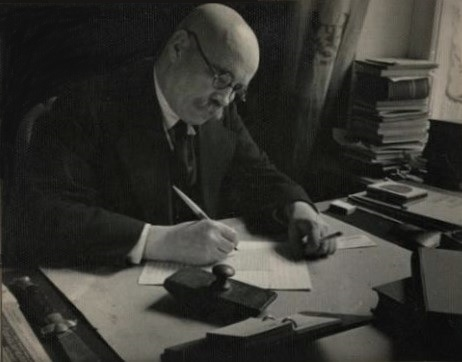
1930年代のノビコフ＝プリボイ

ロシア革命後の1920年、彼の主著となる「ツシマ」の完成にとりかかる。第一部「航海」は1932年に、第二部「海戦」は1935年に発表された。日本海海戦について概観した書物としては（公刊戦史を除けば）初めてのものだったが、各方面から批判を受けた。ノヴィコフ＝プリボイは一般の水兵を英雄的に描いたのに対し、ツァーリズムの支配層である将校や将軍を無能として描き、敗戦の責任があるとした。とりわけ艦隊司令官ジノヴィー・ロジェストヴェンスキーを敗戦の最大の責任者として痛烈に批判している。実際は劣悪な装備や新鋭艦と老朽艦の混在など、ロシア海軍の体制に問題がありロジェストヴェンスキーや艦隊の将校の個人的努力ではどうにもならない側面もあった。ソ連邦時代にこの本は社会主義リアリズムの作品と評価され、また今日でも日露戦争を考察する際のロシア側資料として、その後のこの戦争の叙述に絶大な影響を与えており、司馬遼太郎の小説「坂の上の雲」もその一つである。

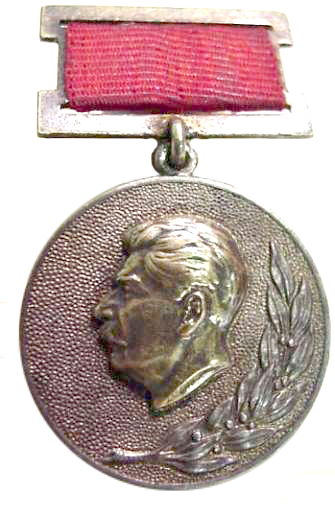
スターリン賞メダル

晩年もロシア海軍に関する論文を数多く執筆したが、「ツシマ」ほど反響を呼んだ作品はなかった。1941年、「ツシマ」によりスターリン賞を受賞。最後の作品は「艦長」だった。モスクワの自宅で死去した。ヴォルガ河で運行されている客船の一つに彼の名前「ノヴィコフ＝プリボイ」を冠したものがあるという。

## 文献
- アレクセイ・ノビコフ＝プリボイ（著）、上脇進（訳）、『ツシマ＜上＞　バルチック艦隊遠征』、原書房、2004年、ISBN 4562037865
- アレクセイ・ノビコフ＝プリボイ（著）、上脇進（訳）、『ツシマ＜下＞　バルチック艦隊壊滅』、原書房、2004年、ISBN 4562037873
- ノビコフ・プリボイ（著）、上脇進（訳）、『バルチック艦隊の壊滅』、原書房、1972年(上記2冊の旧版にあたる)